# 1997 XY9
1997 XY9 är en asteroid i huvudbältet som upptäcktes den 5 december 1997 av den japanska astronomen Takao Kobayashi vid Ōizumi-observatoriet.
Asteroiden har en diameter på ungefär 3 kilometer och den tillhör asteroidgruppen Nysa.